# Разноцветная черноспинка
Разноцветная черноспинка, или ателоп Штельцнера (Melanophryniscus stelzneri) — вид земноводных из семейства Bufonidae. Видовое латинское название дано в честь немецкого геолога Альфреда Вильгельма Штельцнера (1840—1895).
Общая длина достигает 2—3,5 см, иногда 4 см. Наблюдается половой диморфизм — самки немного крупнее самцов. Основной фон спины матово-чёрный с жёлтыми пятнами, ладони и ступни красные. Иногда посредине спины тянется красная полоса. Брюхо жёлтого цвета.
Любит поросшие кустарниками песчаные дюны, луга со скальными выходами, рисовые плантации. Встречается на высоте от 900 до 1750 метров над уровнем моря. Представители этого вида не переносят высоких температур при большой влажности воздуха, что вредит их очень чувствительной бархатистой коже. Активна днём. Питается мухами, осами, пауками.
В качестве защиты использует яд, выделяемый специальными железами. Яд этой жабы сравним с ядом древолазов.
В период размножения очень быстрая и подвижная, бегает, плавает, лазает, но не прыгает. В период спаривания оба пола издают крик, состоящий из двух звонких тонов: один — вроде колокольчика и следующей за ними низкой трели. Яйца откладываются в мелкие дождевые лужи, и через 24 часа из них уже выводятся личинки.
Обитает преимущественно в Аргентине, иногда встречается в Боливии, Парагвае, крайне редко — в Бразилии.
Подвиды:
- Melanophryniscus stelzneri stelzneri
- Melanophryniscus stelzneri spegazzinii
- Melanophryniscus stelzneri (этот подвид не определен, он встречается только в провинции Буэнос-Айрес).